# Pestkreuze (Hausen)

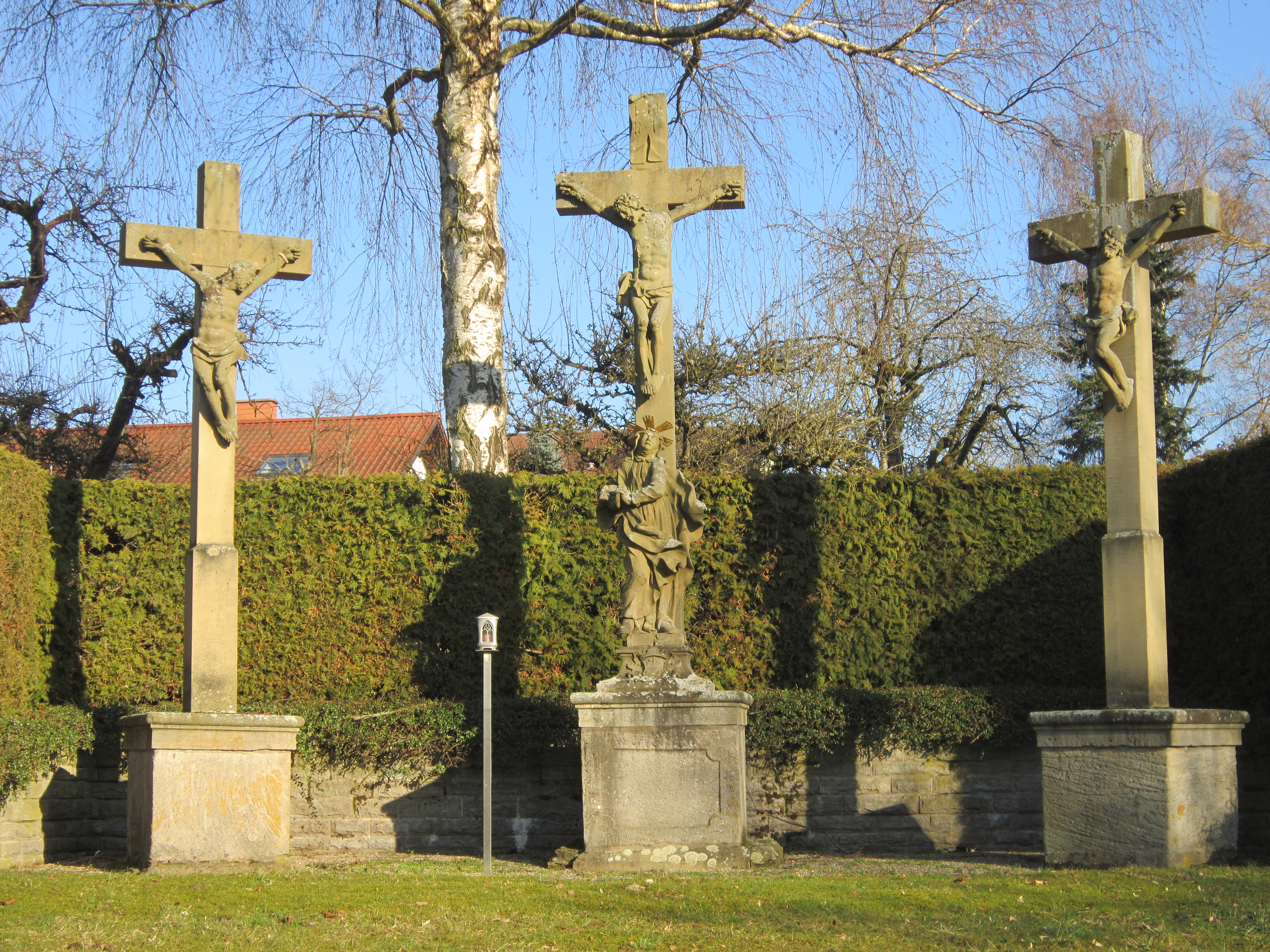
Die Pestkreuze

Die Pestkreuze im bayerischen Hausen, einem Stadtteil des Kurortes Bad Kissingen im unterfränkischen Landkreis Bad Kissingen gehören zu den Bad Kissinger Baudenkmälern und sind unter der Nummer D-6-72-114-187 in der Bayerischen Denkmalliste registriert.

## Geschichte
Die aus Sandstein bestehenden Pestkreuze entstanden wahrscheinlich Mitte des 18. Jahrhunderts. Einer Sage nach wurde während der Pest von 1569 der letzte von drei Pesttoten wiedergefunden, die auf dem Transport zum Bad Kissinger Kapellenfriedhof verloren gegangen waren (der Hausener Friedhof entstand erst 1813). In Erfüllung eines Gelübdes von 1635 wallten die Hausener Bürger am Donnerstag nach Mariä Lichtmess, dem „Opferdonnerstag“, zu der zum Friedhof gehörenden Marienkapelle.
Die Pestkreuze zeigen eine Ölberg-Darstellung mit Christus am Kreuz und den Schächern an beiden Seiten, Dismas ihm zugewandt, Gestas von ihm abgewandt. Auf den quadratischen Sockeln mit 90 bis 100 cm Höhe befinden sich die 3,40 bis 3,70 Meter hohen Kruzifixe. Die Figuren der Schächer sind 1,20 Meter hoch. Neben dem Kruzifix Christi befindet sich eine moderne Ampel mit elektrisch betriebenem Licht.
Vor dem Kreuz Christi befindet sich eine Mater Dolorosa. Das Podest, auf dem sie steht, trägt ein Wappen, das einen Hund und eine Blume sowie im Herzschild eine Sonne zeigt. Bei dem Wappen ohne Inschrift und Jahreszahl handelt sich wahrscheinlich um das Wappen des Stifters.
Im August 2016 wurde durch die Stadt Bad Kissingen eine Restaurationsmaßnahme fertiggestellt, die vom Restaurator Michgael Bauer aus Aschach (heute Ortsteil von Bad Bocklet) fertiggestellt wurde. Die Kosten beliefen sich auf über 3.000 Euro, wobei der Bezirk Unterfranken 600 Euro bezuschusste.